# Sakallı Celâl
Sakallı Celâl, eigentlich Mahmud Celâl Yalnız (geboren März 1886 in Istanbul; gestorben 6. Juni 1962 ebenda), war ein türkischer Intellektueller und Exzentriker. Oft wird er als Philosoph bezeichnet.
Von Sakallı Celâl sind zahlreiche Aussprüche und Anekdoten überliefert. Ein schriftliches Zeugnis hinterließ er nicht. Er arbeitete als Lehrer, Schuldirektor, Heizer auf einem Schiff und als Fabrikarbeiter. Zeitgenossen beschrieben ihn als gebildet, klug, rationalistisch, unbeugsam, streitlustig, kompromisslos, aufrührerisch, jähzornig, energisch, humorvoll, großzügig, liebenswürdig, sonderbar und äußerst schlagfertig. Yusuf Ziya Ortaç, der ihn fast 50 Jahre kannte, verglich ihn mit einem zornigen Gott, wenn er sich mit reaktionären Denkweisen konfrontiert sah. Auffällig war insbesondere seine äußere Erscheinung; er war ein imposanter, breitschultriger Mann mit Rauschebart und nachlässiger, schäbiger und ungepflegter Kleidung. Trotz zahlreicher Wegbegleiter führte er ein einsiedlerisches und einsames Leben und galt vielen als Sonderling.
Sein bürgerlicher Name lautete Mahmud Celâl Yalnız. Den Nachnamen Yalnız mit der Bedeutung „einsam“ wählte Celâl mit Bedacht. Dieser wird oft auch fälschlicherweise als „Yalınız“ wiedergegeben. Bekannter ist er jedoch unter seinem Beinamen (lakap) „Sakallı Celâl“, „Bärtiger Celâl“.
Der Arbeit von Orhan Karaveli ist es zu verdanken, dass dieser Denker nicht vollständig in Vergessenheit geraten ist. Karaveli sammelte sämtliche Berichte über Celâl, sprach mit zahlreichen Zeitzeugen und veröffentlichte das Buch Sakallı Celâl. Bir Türk filozofun yeniden doğuşu, das sich nur mit diesem Mann befasst.

## Kindheit und Jugend
Celâl Yalnız wuchs in einer Familie der osmanischen Oberschicht auf. Sein Vater war der Oberbefehlshaber der osmanischen Flotte Admiral Hüseyin Hüsnü Paşa. Seine Mutter, die er später abwertend als „Weibchen Abdülhamids“ bezeichnen sollte, war Ayşe Melek Hanım. Celâl war der Drittälteste von sechs Geschwistern. Seine älteren Brüder hießen Kemâl und Cemâl, seine jüngeren Geschwister Nihâl, Cemile und Bilâl. Kemâl und Cemâl gingen zur Marine und schlossen sich dem Widerstand gegen die Despotie Abdülhamids an. Kemâl entging den Häschern des Sultans nur knapp. Cemâl wurde gefasst und entkam der Todesstrafe, blieb aber auf Rhodos inhaftiert, bis die Italiener die Insel eroberten. Der jüngere Bruder Nihâl kam bei einem Sturz vom Reck beim Schulsport ums Leben. Die Schwester ging als „Mary“ zum amerikanischen Mädchengymnasium in Istanbul und heiratete später den Syrer Mustafa Satı Bey. Der Bruder Bilâl führte ein unauffälliges Leben. Er arbeitete bei der staatlichen Eisenbahngesellschaft und der Koç Holding, war verheiratet und hatte zwei Söhne. Die Brüder Celâls wählten bei der Namensreform den Nachnamen Porsun („Bootsmann“).
Bereits im Vorschulalter bedrängte Celâl seinen Vater damit, Französisch lernen zu dürfen, um die Schulbücher seiner Brüder lesen zu können. Nach anfänglichem Abwiegeln erhielt Celâl Privatunterricht bei „Matmazel“ Edith. Von 1896 bis 1907 besuchte er die „Sultanische Schule“ (Mekteb-i Sultani). Er war Schüler von Tevfik Fikret. Aufgrund seiner Körperkraft erhielt er in dieser Zeit den Spitznamen Bocurgat. 1907 beendete Celâl die Schule. Dank Tevfik Fikret erhielt Celâl im Schuljahr 1908/1909 eine Stellung als Hilfslehrer in der Vorbereitungsklasse. 1909 meldete er sich freiwillig zum Dienst in der Interventionsarmee, um den Aufstand vom 31. März niederzuschlagen, und war dabei auch an den Scharmützeln um die Taksim-Kaserne beteiligt. Anschließend studierte Celâl Yalınız mit einem staatlichen Stipendium an der Sorbonne. Auf Druck der Mutter und der Geldgeber studierte er Politologie, obwohl er sich mehr für Maschinenbau interessierte. Als Zeichen der Auflehnung ließ Celâl sich den Bart stehen, den er nicht mehr abnahm und der zu seinem Markenzeichen werden sollte. Das Studium beendete er nicht. Ausgiebig beschäftigte er sich mit der Französischen Revolution. Vom Marxismus beeinflusst kehrte Sakallı Celâl in die Heimat zurück.

## Berufsleben
Seine erste Anstellung als Lehrer erhielt er in Üsküp. Er ließ die Schüler kurze Hosen anziehen und Fußball spielen. Ob dieser „teuflischen Erfindung“ wurde Celâl alsbald wieder entlassen und kehrte nach Istanbul zurück. Ahmet Emin Yalman, Chefredakteur der Hür Vatan, schrieb 1962 in einem Nachruf auf den Bärtigen Celâl auf der Titelseite seiner Zeitung, man habe ihn damals zum Kāfir erklärt und eine Todesfatwa gegen ihn erlassen. Es sollte nicht die letzte Auseinandersetzung mit Autoritäten werden.
1911 verhalf Sakallı Celâl einem Nachschub für türkische Truppen in Tripolis mit Waffen und Munition gegen die Italiener zum Erfolg. Das Nachschubschiff wurde von Engländern aufgebracht. Celâl gelang es, den englischen Kommandeur davon zu überzeugen, die Waffen seien für tunesische Mudschahedin im Kampf gegen die Franzosen bestimmt.
Sakallı Celâl meldete sich im Ersten Weltkrieg zur Armee, wurde aber abgelehnt. Stattdessen erhielt er eine Anstellung als Lehrer in Kastamonu. Dort erfreute er sich trotz seines jugendlichen Alters rasch großer Beliebtheit bei dem sehr kleinen Kreis dortiger Intellektueller. Es gab aber alsbald erste Beschwerden beim Ministerium in Istanbul, da der Bärtige ohne Kopfbedeckung gesichtet worden war. Das Ministerium versetzte ihn trotzdem nach İzmit. Hier traf er im jungen Literaturlehrer Yusuf Ziya Ortaç einen Gleichgesinnten.
Während des Ersten Weltkrieges wurde Sakallı Celâl zum stellvertretenden Direktor eines Gymnasiums in Ankara ernannt, der sogenannten Ankara Sultanisi. Bei einer Inspektion der „sultanischen“ Schule in Ankara tadelte ihn Minister Necati Bey öffentlich, dass er die Schüler kurze Hosen hatte anziehen lassen. Als Antwort soll der Bärtige dem Minister links und rechts eine Backpfeife gegeben haben.
Den nationalen Widerstand unter Mustafa Kemal in Anatolien verwarf er zunächst herablassend mit den Worten: „Türken, die nicht mal mit Bettwanzen fertig werden, haben England den Krieg erklärt!“ Jedoch unterstützte er später den Widerstand. Die Jahre 1918–1923 verbrachte Celâl in Istanbul. Dort betrieb er einen intensiven Waffenschmuggel zugunsten der Befreiungsbewegung.
Nach Ausrufung der Republik wurde er zum Direktor der Ankara Sultanisi ernannt. Ein früherer Schüler beschrieb ihn als Lehrer, der oft gar nicht oder zu spät zum Unterricht kam, die Zeit mit Anekdoten vertrieb und sich ständig krankschreiben ließ. In Ankara erwirkte er, dass zum ersten Mal in der Geschichte der Türkei eine Lehrerin an seiner Schule angestellt wurde. Ferner schränkte er den Unterricht in islamischen Wissenschaften ein. Einwänden religiöser Würdenträger begegnete er mit den Worten, dass die Kinder Religion von den Eltern und dem Imam erlernten. Fremdsprachen könne man hingegen nur an der Schule lernen. Begünstigt wurde Celâls Wirken durch den Umstand, dass der zuständige Minister Hamdullah Suphi Tanrıöver ein früherer Schulkamerad des Bärtigen war und schützend seine Hand über ihn hielt. Als sich Eltern in seiner Zeit als Schuldirektor in Ankara beim Ministerium über einen unfähigen Lehrer beschwerten, erklärte er beim gemeinsamen Termin im Ministerium, wenn man eine Ziege im Gästezimmer anbinde und diese auf den Teppich mache, zürne man auch nicht der Ziege, sondern demjenigen, der sie dort angebunden habe. Hier sei auch nicht der Lehrer, der von Tuten und Blasen keine Ahnung habe, schuld, sondern diejenigen, die ihn dorthin abgeordnet hätten.
Als das Ministerium wegen Personalmangels den Schulabschluss um ein Jahr beschleunigen wollte, reichte Sakallı Celâl die Kündigung ein. Damit endete seine Laufbahn als Beamter und Celâl kehrte nach Istanbul zurück.
Es existieren widersprüchliche Berichte über die anschließenden Tätigkeiten Sakallı Celâls. Unstrittig scheint eine Arbeit als erster Maschinist auf der Gülcemal zu sein.
Mitte 1928 nahm er in Aydın eine Anstellung als Arbeiter in der Feigenverarbeitungskooperative „Karapınar İncir Müstahsilleri Kooperatifi“ im heutigen İncirliova (damals Reşadiye) an und stieg dort bald zum Schichtführer auf. Celâl erwarb dort ein Haus. In seiner Zeit als Schichtführer der Feigenverarbeitungskooperative wurde er als Kommunist denunziert. Bei der Hausdurchsuchung fragte er den leitenden Kommissar, warum man ihm denn nicht gleich gesagt habe, dass sie Dokumente suchten, die seine Eigenschaft als Kommunist belegten. Er wolle gerne behilflich sein und die richtige Stelle zum Suchen zeigen. Als die Polizisten ihn erwartungsvoll anschauten, hob Celâl seine riesige Pranke und zeigte auf seinen Kopf und sagte: „Hier ist es. [...] Wenn eure Kraft reicht, öffnet ihn und nehmt es mit. Wenn nicht, auf Wiedersehen!“ Bei einem Arbeitsunfall in der Kooperative wurde Celâls rechter Zeigefinger verkrüppelt, den er fortan als „mein kommunistischer Finger“ bezeichnete. Sabahattin Ali, der damals als Deutschlehrer in Aydın arbeitete, bezeichnete Celâl 1930 in einem Brief als den einzigen vernünftigen Menschen, den er in Aydın getroffen habe. Ab und an komme er vorbei und sie tauschten sich aus. Celâl sei ein hervorragender Mann. Das gehe allein schon daraus hervor, dass alle anderen ihn als verrückt bezeichneten. Ein Arbeitsunfall an der Maschine, bei dem seine Hand leicht verkrüppelt wurde, beendete diesen Lebensabschnitt. Zu diesem Unfall veröffentlichte die Zeitung Hizmet einen eigenen Artikel, der die Leistungen Sakallı Celâls würdigte und beklagte, dass außergewöhnliche Menschen wie Celâl ihr Brot in der Fabrik verdienen müssten. Als er an seiner verletzten Hand operiert werden sollte, erwachte er während der Operation aus der Narkose, verkannte die Situation, attackierte Ärzte und Personal und war nicht zu überwältigen. Wenig später kam er ein wenig zu sich und erklärte dem staunenden Personal, sie seien ja gerade dabei gewesen, ihn zu operieren. Er werde sich wieder hinlegen, dann könnten sie weitermachen.
Sakallı Celâl ließ sein Haus zurück und ging nach Ankara. Hier blieb er ohne wirkliche Beschäftigung. Anfang der 1940er Jahre kehrte er nach Istanbul zurück.
In den 1940er Jahren war der Bärtige Celâl eine recht bekannte Persönlichkeit in der Türkei. Zahlreiche Zeitungen veröffentlichten Reportagen über Celâl, berichteten über seine Marotten und veröffentlichten Bilder von ihm.
In den 1940er Jahren hatte Sakallı Celâl eine manifeste Mysophobie. Regelmäßig nahm er an den Pilav-Tagen des Galatasaray-Gymnasiums teil, wurde dort trotz seiner ungepflegten Erscheinung ehrenvoll empfangen, gab aus Angst vor Mikroben aber niemandem mehr die Hand.
Die letzten Jahre seines Lebens verbrachte er im Doğan Apartmanı. Die Bleibe dort verschaffte ihm sein Freund aus den Tagen in Skopje, Kazım Taşkent, Gründer der Yapı ve Kredi Bankası. Einen weiteren Zufluchtsort hatte er im Stadtteil Bomonti in Şişli. Diesen stellte ihm eine wohltätige Frau mit Vornamen Münevver zur Verfügung.
Im Jahr 1962 verstarb Sakallı Celâl an den Folgen einer Gehirnblutung. Die führenden Kolumnisten veröffentlichten Nachrufe auf diesen ungewöhnlichen Menschen. Er wurde auf dem Aşiyan-Friedhof in Istanbul beigesetzt. Auf seinem Grabstein steht sinngemäß: „Ein Gärtner nimmt für eine Rose tausend Dornen in Kauf.“

## Celâl und die Frauen
Zeit seines Lebens blieb Celâl ein eingefleischter Junggeselle, obschon glaubwürdige Quellen über Beziehungen zu Frauen existieren. Sakallı Celâl erklärte Freunden, die ihm bei der türkischen Brautschau behilflich sein wollten, dass die Verantwortung, welche die Ehe mit sich bringe, dazu führen würde, dass er nicht so leben könne, wie er sich das vorstelle. Er zog die Einsamkeit vor. Er unterhielt Berichten zufolge in Istanbul eine platonische Liebesbeziehung zur Neşecan Hanım, der Frau des Anwaltes Muhittin Talûk Bey, in dessen Haus er oft verkehrte. In den 1930er Jahren verfasste Celâl sein Testament, als er sich sterbenskrank fühlte. Darin erklärte er, dass er Belkıs, der er den Namen Mizyal gegeben habe, immer lieben werde. Sie habe ihn seinerzeit auch aufrichtig geliebt. Es sei eine der schmerzlichen Erfahrungen seines Lebens, nicht mit ihr zusammengelebt zu haben. Es steht allerdings nicht zweifelsfrei fest, wer diese Belkıs war. Einer jungen Ingenieurin, die außerordentlichen Gefallen an den Gesprächen mit ihm fand und ihm im reifen Alter Avancen machte, erklärte er, sie sei der Lenz und er der Herbst. Beides seien Jahreszeiten, die nie zusammenkommen könnten. Karaveli betrachtet diese Begebenheit als Beispiel für die Weisheit und Liebenswertheit Celâls.

## Trivia
Einige der anekdotenhaften Begebenheiten sind verbürgt, andere gehören in das Reich der Legenden.
- Bayazoğlu berichtet, dass Sakallı Celâl in Kastamonu, als trotz mehrerer Eingaben die einsturzgefährdeten Schultreppen nicht repariert worden seien, er sie kurzerhand mit Dynamit in die Luft gesprengt habe. Daraufhin sei Celâl nach İzmit verbannt worden.[12] Orhan Karaveli berichtet über eine Protestaktion gegen einsturzgefährdete Treppen in Ankara. Sakallı Celâl habe in seiner Funktion als Direktor die Reparatur erwirken wollen, sei aber auf taube Ohren gestoßen. Daraufhin habe Celâl mit einem Schuhputzkasten vor dem Ministerium seinen Schülern die Schuhe geputzt.[13]
- In seiner Zeit in Kastamonu wurde er von Schülern gefragt, was sie denn nun in den Prüfungen im Fach Islamische Wissenschaften schreiben sollten, denn dasjenige, was er ihnen beibringe, stimme nicht mit dem Lehrstoff jenes Faches überein. Celâl antwortete, sie sollten in der Prüfung schreiben, dass sie nicht an Sophistereien glaubten, die nicht durch Verstand und positive Wissenschaften bewiesen seien. Eine deswegen eingeleitete Beschwerde wurde vom Ministerium mit der Begründung abgeschlossen, Celâl habe zwar Recht, aber so etwas sage man nicht.[14]
- Celâl soll ohne Fahrkarte auf der Fähre Gülcemal angetroffen worden sein und sein Fahrkartengeld durch den Dienst als Matrose abgeleistet haben. Anderen Berichten zufolge sei er dort als Heizer eingesetzt worden. In einer von Yavuz Kula überlieferten Variante habe er als Heizer auf einem Schiff eine Diskussion mit Kâzım Karabekir über die Bildungspolitik geführt. Der Landwirtschaftsexperte und Politiker Ahmet İsvan berichtete, Celâl habe auf der Gülcemal als Erster Maschinist gearbeitet und das Gespräch über die Bildungspolitik mit Şükrü Kaya geführt.
- Celâl trug stets einen Revolver der Marke Colt Police Positive Special bei sich. In späteren Jahren schenkte er die Waffe Aydın Yolaç, dem Sohn seiner Wohltäterin Münevver.[15]
- Eines Tages wurde Celâl von Polizisten angehalten und durchsucht. Diese fanden seinen Revolver und stellten ihn sicher. Auf der Wache erklärte Sakallı Celâl entnervt, er brauche die Waffe, um sich gegen Polizisten zu schützen. Die Polizisten fassten dies als Bedrohung auf und bohrten nach. Celâl gab schließlich Folgendes zu Protokoll: „Die Polizei war früher die Polizei des Padischahs und des Kalifats. Diejenigen, die nicht ‚hoch lebe der Padischah‘ riefen, ergriff sie und warf sie in den Kerker. Die Polizei war ein buchstäbliches Werkzeug der Tyrannei im Befehl des Padischahs und des Kalifats. Jetzt haben sich die Zeiten gewandelt. Die Republik wurde ausgerufen und dieselbe Polizei ist nun die Polizei der Republik. Wie kann man dieser Polizei vertrauen. Woher soll man wissen, ob diese Polizei demnächst nicht wieder die Kalifatspolizei wird, wenn die Gelegenheit günstig ist. Daher trage ich die Waffe, um Gazi Pascha und die Republik zu schützen.“[16]
- Celâl soll das Handwerk eines Zahnarztes bei Siret Dosdoğru erlernt haben. Aus Protest gegen die niedrigen Löhne der Müllmänner soll er ferner im Smoking die Straße bis vor die Tür des Gouverneurs gefegt haben.[17]
- Zweimal wurde er wegen kommunistischer Propaganda festgenommen, aber jeweils noch während der ersten Ermittlungen auf freien Fuß gesetzt. Dies verdankte er der Protektion der alten Kameraden aus dem Galatasaray-Gymnasium. Als bei einer Hausdurchsuchung einer der Polizisten nach dem Karl-Marx-Porträt an der Wand fragte, erklärte er dies flugs: „Das ist mein Vater, Gott habe ihn selig.“[18]
- Haldun Taner beschreibt, wie Sakallı Celâl außerordentlichen Gefallen daran fand, die beiden herausragenden Wissenschaftler und früheren Klassenkameraden Ali Yar und İbrahim Hakkı Akyol gleichzeitig hochzuheben.[19]
- In seiner Zeit im Doğan-Appartement soll Celâl in einer Ecke seiner Wohnung einen Spielplatz für die Mäuse eingerichtet haben.[20]

## Aussprüche
Die Aussprüche sind oft in verschiedenen Varianten überliefert.
- Diejenigen, die in der Türkei als Intellektuelle durchgehen, halten es für Europäisierung, wenn sie auf einem Schiff, das gen Orient fährt, nach Westen rennen. – Türkiye'de aydın geçinenler Doğu'ya doğru seyreden bir geminin güvertesinde Batı yönünde koşturarak Batılılaştıklarını sanırlar.
- Ein Wortspiel mit der ungefähren Bedeutung: In diesem Land sind die Zuständigen ahnungslos und die Ahnungsvollen unzuständig. – Bu ülkede ilgililer bilgisiz, bilgililer de ilgisizdir.
- Soviel Dummheit ist nur dank einer Ausbildung möglich. – Bu kadar cehalet ancak tahsille mümkün olur.
- Es ist traurig, dass die Frauen einen rasierten Mann für gutaussehend halten. – Bir kızın tıraşlı bir erkeği güzel zannetmesi hazindir ...
- Etwa: Turkisten sind keine Türken, ebenso wenig wie Jogurtmacher Jogurt sind. – Hiç bir yoğurtçunun yoğurt olduğu görülmediği gibi, hiç bir Türkçünün de Türk olduğu görülmemiştir.
- Bei Menschen verhält es sich mit der Klugheit wie mit einer Perle. Sie findet sich nicht in jedem. – İnsanoğlunda zeka, midyedeki inci gibidir. Hepsinde bulunmaz.